# ماهی مولی
ماهی مولی (نام علمی: Poecilia) نام یک سرده از تیره رنگین‌ماهیان است.
از لحاظ ظاهر این می‌توان گفت ماهی سرخ‌رنگی است که اندازه آن حدوداً ۱ تا ۲ سانتی‌متر دارد.
دمای ایده‌آل برای مولی بین ۲۰ تا ۲۸ درجهٔ سانتی گراد و (PH) ۷ تا ۸/۷ است. تشخیص جنس ماهی در ماهی مولی بسیار ساده است. باله دمی نر بیشتر نوک تیز است. باله مقعدی ماهی نر به گونوپودیوم (آلت تناسلی) تبدیل شده‌است، اندامی به شکل لوله که تقریباً شبیه به آلت تناسلی پستاندران، برای تولید مثل استفاده می‌شود. مولی از دسته ماهیان زنده زا است. وجود گیاه در آکواریوم پناهگاه‌هایی را برای نوزادان فراهم کرده و احتمال زنده ماندن آن‌ها را افزایش می‌دهد. ماهی ماده به‌طور متوسط هر ۶۰ تا ۷۰ روز و در هر بار ۱۰ تا ۶۰ نوزاد بدنیا می‌آورد. مولی نیز همانند سایر زنده زایان نظیر گوپی و پلاتی با هر یک بار جفت‌گیری با یک بار جفتگیری اسپرم ماهی نر به مدت ۶ ماه در بدن ماهی ماده می‌ماند و می‌تواند به دفعات بدون نیاز به جفتگیری مجدد، بچه به دنیا بیاورد.
مولی را می‌توان با انواع غذاهای خشک و نوزاد دیگر ماهی‌ها تغذیه نمود. در بهترین شرایط باید روزی سه مرتبه به مقدار کم غذادهی انجام شود.
مولی با ماهی‌های گوپی، پلاتی، دم شمشیری، انواع تترا، انواع دانیو و رازبورا‌ها سازگاری کامل و با ماهی‌های بارب، گورامی و لوچ سازگاری نسبی دارد.

## گونه‌ها
- گوپی Poecilia reticulata
- مولی باله‌بادبانی Poecilia latipinna
- مولی معمولی Poecilia sphenops
- Poecilia boesemani
- Poecilia butleri
- Poecilia catemaconis
- Poecilia caucana
- Poecilia caudofasciata
- Poecilia chica
- Poecilia dauli
- Poecilia dominicensis
- Poecilia elegans
- Poecilia formosa
- Poecilia gillii
- Poecilia hispaniolana
- Poecilia koperi
- Poecilia kykesis
- Poecilia latipunctata
- Poecilia marcellinoi
- Poecilia maylandi
- Poecilia mechthildae
- Poecilia mexicana
- Poecilia nicholsi
- Poecilia obscura
- Poecilia orri
- Poecilia parae
- Poecilia petenensis
- Poecilia rositae
- Poecilia salvatoris
- Poecilia sarrafae
- Poecilia sulphuraria
- Poecilia teresae
- Poecilia wandae
- Poecilia vandepolli
- Poecilia velifera
- Poecilia wingei
- Poecilia vivipara

## نگارخانه

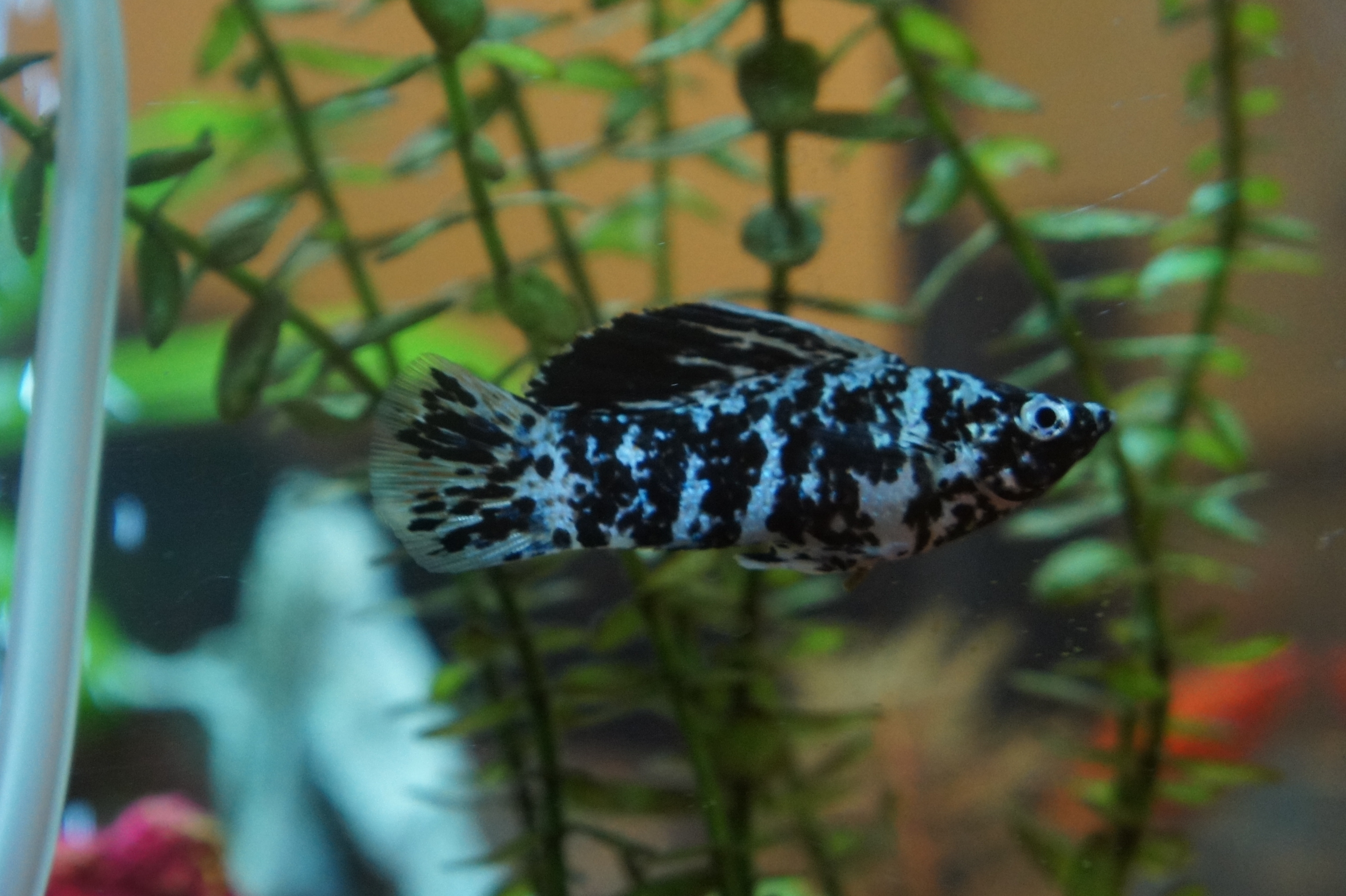